# Denisa Baránková
Denisa Baránková (* 7. září 2001 Bratislava) je slovenská lukostřelkyně. Závodí za Lukostrelecký klub Bratislava. Je dvojnásobnou vicemistryní Evropy v terénní lukostřelbě z let 2021 a 2023.
Reprezentuje od roku 2017. Startovala na Evropských hrách 2019, kde obsadila v kvalifikaci 31. místo a pak vypadla v prvním kole vyřazovací části s Randi Degnovou z Dánska. Na Letních olympijských hrách 2020 skončila v kvalifikaci na dvanáctém místě, v prvním kole podlehla estonské reprezentantce Reeně Pärnatové. Na mistrovství Evropy v lukostřelbě v roce 2021 získala pro Slovensko první bronzovou medaili v historii. Na Světových hrách 2022 obsadila dělené deváté místo. V kvalifikaci na Evropských hrách 2023 byla sedmnáctá, ve vyřazovací části vypadla s Britkou Bryony Pitmanovou. Na Letních olympijských hrách 2024 obsadila v kvalifikaci 48. místo a v prvním kole vyřazovací části nastoupila proti domácí Amélii Cordeauové, jíž podlehla 3:7. Jako osmifinalistka mistrovství světa v terénní lukostřelbě v roce 2024 si zajistila účast na Světových hrách 2025.